# Vorm Holte
Vorm Holte ist ein Ort und Stadtteil von Radevormwald im Oberbergischen Kreis im nordrhein-westfälischen Regierungsbezirk Köln in Deutschland.

## Lage und Beschreibung
Der Ortsteil liegt im Osten der Stadt Radevormwald an der Bundesstraße 229. Das Stadtgebiet von Hückeswagen reicht bis zum 300 Meter südlich gelegenen Nachbarort Laake heran. Weitere Nachbarorte sind Rädereichen, Höltersiepen und Radevormwald.
200 Meter westlich entspringt der in die Wupper mündende Wiebach.
Politisch wird der Ort durch den Direktkandidaten des Wahlbezirks 180 im Rat der Stadt Radevormwald vertreten.

## Geschichte
In der Karte Topographische Aufnahme der Rheinlande von 1825 ist der Ort eingezeichnet. Der Name der Örtlichkeit wird darin mit „Holt“ angegeben.

## Wander- und Radwege
Folgende Wanderwege führen durch den Ort:
- X28: Graf-Engelbert-Weg
- Der Ortswanderweg A2